# Deficiencia de ornitina carbamil transferasa
El déficit de ornitina carbamil transferasa  es una enfermedad congénita y hereditaria provocada por una deficiencia en la enzima ornitil carbamil transferasa (OCT). Esta enzima interviene en el proceso de formación de urea (ureagénesis) y su deficiencia causa diferentes manifestaciones clínicas, una de ellas es la hiperamonemia (elevación de amonio en sangre), la cual puede aparecer inmediatamente después del nacimiento o en la vida adulta y puede provocar graves consecuencias, incluyendo la muerte o alteraciones neurológicas severas.

## Genética
La deficiencia de OCT está causada por una mutación en el gen OTC localizado en el cromosoma X humano. Dado que el gen se encuentra en el cromosoma X y la transmisión es recesiva, las mujeres son las principales portadoras, mientras los varones son los que padecen generalmente la enfermedad.

## Epidemiología
La deficiencia de ornitina transcarbamilasa (OTCD) es el tipo más común de trastorno del ciclo de la urea. Se estima que su prevalencia mundial oscila entre 1/56.500 y 1/113.000 nacidos vivos.